# О’Нилл, Сьюзан
Сью́зан «Сьюзи» О’Нилл (англ. Susan O'Neill; род. 2 августа 1973, Брисбен) — австралийская пловчиха, двукратная олимпийская чемпионка, чемпионка мира. Одна из самых титулованных австралийских спортсменок в истории.

## Спортивная биография
Плаванием Сьюзан О’Нилл стала заниматься с 6 лет. Основной специализацией австралийка выбрала для себя баттерфляй. Впервые юная О’Нил заявила о себе в 14 лет, когда ей совсем немного не хватило для попадания в сборную Австралии на Олимпийские игры 1988 года в Сеуле. Первым крупным успехом в карьере Сьюзан стала золотая медаль, завоёванная в составе эстафетной сборной на играх Содружества 1990 года. В 1992 году состоялся дебют О’Нил на Олимпийских играх в Барселоне. На дистанции 100 метров баттерфляем Сьюзан остановилась в двух шагах от пьедестала, заняв 5 место, а на дистанции вдвое длиннее стала бронзовой призёркой игр.
Через 4 года на играх в Атланте Сьюзан уже считалась главной претенденткой на победу в баттерфляе. И если на дистанции 100 метров О’Нил вновь стала пятой, то на своей любимой 200-метровой дистанции австралийская пловчиха стала чемпионкой Олимпийских игр. Также, помимо золота в личном первенстве, Сьюзан стала обладательницей двух олимпийских медалей в эстафетах. В комплексной эстафете было завоёвано серебро, а в кролевой на 200 метров австралийская команда выиграла бронзу.
В 1998 году О’Нил впервые стала чемпионкой мира. Соревнования проходили в Австралии. Сьюзан стала обладательницей четырёх наград, но на верхнюю ступеньку австралийка поднялась лишь раз. Счастливой для Сьюзан стала её коронная дистанция 200 метров баттерфляем.
17 мая 2000 года О’Нилл на соревнованиях в Сиднее проплыла 200 метров баттерфляем за 2:05,81. Этот результат позволил ей превзойти мировой рекорд американки Мэри Мигер, который был установлен почти 20 лет назад 13 августа 1981 года.
На домашних Олимпийских играх 2000 года приняла участие в 8 дисциплинах. Итогом выступления стало завоевание четырёх наград. На дистанции 200 метров вольным стилем всего на 0,08 секунды австралийка сумела опередить словачку Мартину Моравцову и завоевала своё второе олимпийское золото. Также трижды становилась второй. Дважды она останавливалась в шаге от верхней ступени пьедестала в составе эстафетных команд, а также уступила на своей любимой двухсотметровке баттерфляем. Через 2 месяца после окончания игр О’Нил объявила о завершении спортивной карьеры.
Всего на счету австралийки 8 олимпийских медалей: 2 золотых, 4 серебряных и 2 бронзовых.

## Личная жизнь
Замужем. Двое детей — дочь Алекс и сын Уильям.
Двоюродная сестра Сьюзи Сэлли Кехоу участница Олимпийских игр 2008 года в составе женской восьмёрки в соревнованиях по академической гребле. Двоюродный брат Сьюзи Крис Райт — пловец, участник Олимпийских игр 2012 года в плавании баттерфляем.
- В 2001 году была выдвинута в качестве одного из представителей спортсменов в Международный олимпийский комитет. В 2005 году ушла с этой должности по семейным обстоятельствам.
- В 2002 году введена в Зал славы австралийского спорта.
- В 2007 году именем Сьюзан О’Нилл был назван бассейн при спорткомплексе «Род Лейвер Арена» в Мельбурне, в котором проходили соревнования по плаванию на чемпионате мира по водным видам спорта.
- За высокие результаты в плавании баттерфляем получила прозвище «Мадам Баттерфляй».
- Снималась в эпизодах нескольких австралийских телевизионных сериалов.

## Индивидуальные награды
- Спортсменка года в Австралии: 1996, 1998.